# Edward Frenkel
Edward Vladimirovich Frenkel (né à Kolomna le 2 mai 1968 en Russie d'un père allemand et d'une mère russe) est un mathématicien américain. Ses domaines de prédilection en mathématiques sont le programme de Langlands, la théorie de la représentation, la géométrie algébrique et la physique mathématique. Il enseigne les mathématiques à Berkeley, à l'université de Californie et est membre de l'Académie américaine des arts et des sciences. En 2013, il est l'auteur d'un livre à succès (dans la liste des best-sellers du New York Times) mêlant des éléments autobiographiques à de la vulgarisation des mathématiques. Cet ouvrage publié dans dix-sept langues est paru en France en 2015 sous le titre Amour et maths.

## Études et carrière scientifique
Adolescent, Edward Frenkel était plus attiré par la physique quantique et les découvertes récentes autour des particules subatomiques que par les mathématiques, qu'il trouvait ennuyeuses. C'est sa rencontre avec le mathématicien Evgeny Evgenievich Petrov qui fit basculer son intérêt vers cette discipline en l'initiant aux groupes de symétrie. Du fait de l’antisémitisme en URSS dans les années 1980, il est écarté de son projet initial d'intégrer l'université d'État de Moscou et se rabat sur l'université d'État du pétrole et du gaz I.M. Goubkine. Toutefois, il bénéficie du soutien, comme d'autres victimes de l'antisémitisme, de plusieurs mathématiciens du département Mekh-Mat de l'université d'État de Moscou, dont Dmitri Borisovich Fuchs qui oriente le jeune mathématicien vers un sujet de recherche. Edward Frenkel publie son premier article en juillet 1988 dans la revue Functional Analysis and Its Applications.
Après avoir obtenu son diplôme d'études en 1989, il est recruté comme professeur invité à l'université Harvard bénéficiaire de la Harvard Prize Fellowship. Il s'inscrit un an plus tard dans cette université comme étudiant de troisième cycle et entame une thèse intitulée Affine Kac-Moody Algebras at the Critical Level and Quantum Drinfield-Sokolov Reduction sous la direction de Joseph Bernstein. Il soutient son doctorat à l'université Harvard en 1991 après seulement un an de travail.
En 1997, il obtient un poste de professeur au département de mathématique de l'université de Californie à Berkeley.
En 2008, il est le lauréat de la Chaire d'excellence de la Fondation sciences mathématiques de Paris.

## Filmographie
En 2009, Edward Frenkel a écrit, produit et réalisé avec la photographe et cinéaste française Reine Graves un court métrage de vingt-six minutes intitulé Rites d'Amour et de mathématiques. Dans ce court métrage muet, Edward Frenkel joue le rôle d'un mathématicien qui calligraphie la « formule de l'amour » sur le corps de sa compagne interprétée par Kayshonne Insixieng May. Il s'agit d'un hommage au film de l'écrivain japonais Yukio Mishima, Yūkoku ou Rites d'amour et de mort datant de 1965. L'œuvre a été réalisée avec le soutien de la Fondation sciences mathématiques de Paris et est diffusée pour la première fois le 14 avril 2010 au cinéma Max Linder Panorama à Paris.
La projection des Rites d'Amour et de mathématiques à Berkeley le 1er décembre 2010 a provoqué une certaine controverse ; il a été reproché au film une forme de sexisme.